# Diocesi di Arna
La diocesi di Arna (in latino: Dioecesis Arniensis) è una sede soppressa e sede titolare della Chiesa cattolica.

## Storia
Incerte sono sia l'origine della diffusione del cristianesimo nel territorio di Arna, municipium romano, sia la costituzione di una diocesi, la cui fondazione si fa risalire al IV-V secolo.
Unico vescovo attribuito ad Arna è Vitaliano, che prese parte al sinodo romano indetto da papa Simmaco il 1º marzo 499 in basilica Petri Apostoli per stabilire nuove norme sull'elezione dei vescovi di Roma. Un vescovo di nome Vitaliano, ma senza indicazione della sede di appartenenza, partecipò anche al concilio indetto del 495 da papa Gelasio II; potrebbe trattarsi del vescovo di Arna, oppure dell'omonimo prelato di Roselle.
Esiste tuttavia un problema di attribuzione del vescovo Vitaliano. Infatti le varianti dei manoscritti del sinodo romano del 499 hanno sia Arniensis sia Narniensis, ossia Narni. Thiel, nell'edizione dell'epistolario di papa Simmaco (1868), accetta la variante Narniensis, mentre Mommsen, nell'edizione critica degli atti conciliari (1894), appoggia la variante Arniensis, tesi sostenuta anche da Lanzoni.
Di Arna non si hanno più notizie a partire dalla metà del VI secolo, in concomitanza con la guerra greco-gotica che devastò la regione e portò alla distruzione della città. Il territorio di Arna fu assorbito probabilmente dalla diocesi di Assisi, mentre dal XIII secolo è documentata la sua appartenenza alla diocesi di Perugia.
Nel 2004, su richiesta dell'allora arcivescovo di Perugia-Città della Pieve, Giuseppe Chiaretti, è stata istituita la sede vescovile titolare di Arna da papa Giovanni Paolo II; dal 22 maggio 2020 il vescovo titolare è Adam Piotr Bab, vescovo ausiliare di Lublino.

## Cronotassi

### Vescovi residenziali
- Vitaliano † (prima del 495 ? - dopo il 499)

### Vescovi titolari
- Camillo Ballin, M.C.C.I. † (14 luglio 2005 - 12 aprile 2020, deceduto)
- Adam Piotr Bab, dal 22 maggio 2020